# Who Is Killing the Great Chefs of Europe?
Who Is Killing the Great Chefs of Europe? is een Amerikaans-West-Duitse film van Ted Kotcheff die werd uitgebracht in 1978.

## Verhaal
Een geheimzinnige dader brengt enkele van de meest gerenommeerde Europese topkoks om het leven. Hij doet dat op een bijzondere en geraffineerde manier. Elke chef-kok wordt vermoord volgens het recept waarmee hij beroemd is geworden. Zo wordt het lijk van de schaaldierenspecialist teruggevonden in een aquarium vol levende kreeften. 
Er zijn drie hoofdverdachten. Onder hen Maximilien Vandervere, een excentrieke doorgewinterde lekkerbek en uitgever van een gastronomisch blad.

## Rolverdeling
| Acteur               | Personage             |
| -------------------- | --------------------- |
| George Segal         | Robby Ross            |
| Jacqueline Bisset    | Natacha O'Brien       |
| Robert Morley        | Maximilien Vandervere |
| Philippe Noiret      | Jean-Claude Moulineau |
| Jean Rochefort       | Auguste Grandvilliers |
| Jean-Pierre Cassel   | Louis Kohner          |
| Jacques Balutin      | Chappemain            |
| Daniel Emilfork      | Saint-Just            |
| Joss Ackland         | Cantrell              |
| Jean Parédès         | Brissac               |
| Jean Gaven           | Salpêtre              |
| Jacques Marin        | Massenet              |
| Frank Windsor        | Blodgett              |
| Tim Barlow           | Doyle                 |
| John Le Mesurier     | dokter Deere          |
| Madge Ryan           | Beecham               |
| Luigi Proietti       | Boromeo Ravello       |
| Stefano Satta Flores | Fausto Zoppi          |